# دوري أبطال أوقيانوسيا
دوري أبطال أوقيانوسيا للرجال (بالإنجليزية: OFC Men's Champions League) وتُعرف أيضاً باسم (O-League) هي بطولة كرة قدم دولية سنوية تقام للأندية في قارة أوقيانوسيا. يتم تنظيمها من قبل اتحاد أوقيانوسيا لكرة القدم، الهيئة الإدارية لكرة القدم في أوقيانوسيا. تم تنظيمها منذ عام 2007 بالشكل الحالي، بعد سابقتها، بطولة أندية أوقيانوسيا. فازت أندية من نيوزيلندا بأربعة عشر لقبًا لدوري أبطال أوقيانوسيا، مع كون بابوا غينيا الجديدة وكاليدونيا الجديدة هما الدولتان الوحيدتان في المحيط الهادئ التي سبق لأنديتهما الفوز بالبطولة. ويعتبر أوكلاند سيتي النيوزيلندي هو الأكثر تتويجاً بالبطولة برصيد أحد عشر لقباً، يليه مواطنه وايتاكيري يونايتد برصيد لقبين فقط.
خلال موسم 2014-15، أصبحت البطولة برعاية خطوط الباسيفيك الجوية.
حافظ أوكلاند سيتي النيوزيلندي على لقب البطولة للمرة الرابعة على التوالي والثالثة عشرة في تاريخه بعد تتويجه بموسم 2025 وذلك بعد فوزه على هيكاري يونايتد البابوا غيني بنتيجة 2-0 في نهائي البطولة.

## تاريخ البطولة
في البداية، أُجريت هذه المسابقة كمباراة فاصلة واحدة بين أبطال نيوزيلندا وأستراليا. أقيمت تلك المسابقة في عام 1987 وفازت أديلايد سيتي بالموسم الافتتاحي. ثم توقّفت البطولة لمدة 12 عامًا، حتى نظم اتحاد أوقيانوسيا كأس أوقيانوسيا بعد ذلك. في يناير 1999، أقيمت بطولة أوقيانوسيا للأندية في مدينتي نادي ولاوتوكا الفيجيتين. وشاركت تسعة فرق، وحقق نادي جنوب ملبورن الأسترالي الكأس. كما تأهل لبطولة العالم للأندية العام التالي. أقيمت المنافسة التالية بعد ذلك بعامين، حيث فاز فريق أسترالي باللقب مرة أخرى. وفاز بها وولونغونغ وولفز بفوزه على ممثل فانواتو نادي تافيا ‏ في النهائي. أقيمت نسختان إضافيتان بهذا الاسم والصيغة، وفاز بهما كل من سيدني إف سي وأوكلاند سيتي. قرر اتحاد أوقيانوسيا تغيير شكل المسابقة واسمها، بحيث تُعرف المنافسة منذ عام 2007 باسم دوري أبطال أوقيانوسيا. كان نهائي 2019 هي المرة الأولى في تاريخ المسابقة التي لم يكن فيها فريق من نيوزيلندا.

## النظام

### بطولة الأندية الأوقيانية
أقيمت بطولة أوقيانوسيا للأندية في ملعب واحد أو مكانين في بلد مضيف واحد. كانت هناك مجموعتان أو ثلاث مجموعات بتنسيق دورة روبن واحدة، ونصف النهائي ونهائي. كانت تستمر البطولة عادة حوالي 10 أيام، مع لعب المباريات كل يومين.

### دوري أبطال أوقيانوسيا
قرر اتحاد أوقيانوسيا تغيير شكل المنافسة، لجعل المنافسة الرئيسية أكثر إثارة للاهتمام وأكثر أهمية للأندية المتنافسة.
شهد الموسمان الأولان منافسة مع مجموعتين من ثلاثة فرق لكل منهما، ومنذ الإصدار الثالث فصاعدًا، أصبحت تتكون من مجموعتين من أربعة فرق لكل منها. يتأهل الفائزان بالمجموعة إلى المباراة النهائية، التي تُلعب في شكل ملحق مزدوج، ويحصل الفائز على اللقب. على عكس الشكل السابق، تستمر البطولة لأكثر من نصف عام، بدءًا من أكتوبر وتنتهي في أبريل التالي. يتأهل الفائز بالبطولة إلى كأس العالم للأندية، ويدخل المنافسة في الجولة الفاصلة.
بالنسبة لموسم 2012-13، غيّرت البطولة شكلها مع إدخال مرحلة التصفيات، حيث يتنافس أبطال الدوريات الأربعة الأضعف على مركز اللعب مع ممثل البلد صاحب الرقم القياسي الأسوأ من البطولة السابقة. في وقت لاحق تم أيضًا جدولة وتنسيق التغييرات للبطولة الرئيسية. أقيمت تلك المنافسة بين مارس ومايو 2013 مع تقديم مرحلة نصف النهائي والنهائي على ملعب محايد. أُقيم أول نهائي للبطولة في أوكلاند، وكان أول نهائي للبطولة بين فريقين من البلد نفسه، حيث تغلب أوكلاند سيتي على وايتاكيري يونايتد ليفوز بلقبه الخامس.
شهد دوري أبطال أوقيانوسيا تغييرًا آخر لموسم 2013-14، حيث لعبت دور المجموعات في موقع محدد مسبقًا مع لعب الدور قبل النهائي والنهائي بنظام الذهاب والإياب. تم اختيار فيجي كمضيف. أقيمت المرحلة التمهيدية قبل ستة أشهر من دور المجموعات، ودخل الفائز مرحلة المجموعات.
حدث تغيير آخر في نُسخة 2017 عندما تم توسيع مرحلة المجموعات لتشمل 16 فريقًا مع لعب المنافسة بأكملها في عام واحد (المرحلة التمهيدية تليها مرحلة المجموعات ثم مرحلة خروج المغلوب لاحقًا). تمت استضافة كل مجموعة من المجموعات الأربع بواسطة أحد الفرق من المجموعة مما يعني تضمين المزيد من البلدان والفرق. تأهل الفائزون بالمجموعة لمرحلة نصف النهائي. أقيم كل من الدور قبل النهائي والنهائي بنظام الذهاب والإياب. بعد نجاح موسم 2017، أضاف اتحاد أوقيانوسيا دور ربع النهائي لنسخة 2018، مما يعني تأهل أفضل فريقين من كل مجموعة لمرحلة خروج المغلوب.
في عام 2014، شارك كل من المتأهلين للتصفيات النهائية لدوري أبطال أوقيانوسيا في كأس رئيس الاتحاد الأوقياني، وهي بطولة دعوة نظمها أوقيانوسيا. أقيمت كأس الرئيس مرة واحدة فقط وفاز بها نادي أوكلاند سيتي.

## شعار البطولة

شعار البطولة حتى موسم 2012
شعار البطولة من 2012 وحتى الآن

## سجل الأبطال

### بطولة الأندية الأوقيانية
- 1987:  أديلايد سيتي
- 1999:  جنوب ملبورن
- 2001:  وولونغونغ وولفز
- 2005:  سيدني إف سي
- 2006:  أوكلاند سيتي

### دوري أبطال أوقيانوسيا
| - 2007: وايتاكيري يونايتد - 2007–08: وايتاكيري يونايتد - 2008–09: أوكلاند سيتي - 2009–10: هيكاري يونايتد - 2010–11: أوكلاند سيتي - 2011–12: أوكلاند سيتي - 2012–13: أوكلاند سيتي - 2013–14: أوكلاند سيتي - 2014–15: أوكلاند سيتي - 2016: أوكلاند سيتي | - 2017: أوكلاند سيتي - 2018: تيم ويلينغتون - 2019: هينجين سبورت - 2020: لم تُستكمل البطولة بسبب جائحة كورونا - 2021: تم إلغاء البطولة بسبب جائحة كورونا - 2022: أوكلاند سيتي - 2023: أوكلاند سيتي - 2024: أوكلاند سيتي - 2025: أوكلاند سيتي |

## قائمة النهائيات

### بطولة الأندية الأوقيانية
| الموسم | البطل           | النتيجة           | الوصيف                        | الملعب                                 | عدد الحضور | عدد الأندية | عدد الاتحادات |
| ------ | --------------- | ----------------- | ----------------------------- | -------------------------------------- | ---------- | ----------- | ------------- |
| 1987   | أديلايد سيتي    | 1–1 (4–1 ر. ج. ت) | نادي يونيفرستي ماونت ولينغتون | ملعب هيندمارش، أديلايد                 | 3,500      | 9           | 9             |
| 1999   | جنوب ملبورن     | 5–1               | نادي إف سي ‏                   | ملعب تشرشل بارك، نادي                  | 10,000     | 9           | 9             |
| 2001   | وولونغونغ وولفز | 1–0               | نادي تافيا ‏                   | ملعب بابوا غينيا الجديدة ‏، بورت مورسبي | 3,000      | 11          | 11            |
| 2005   | سيدني إف سي     | 2–0               | نادي ماجينتا                  | ملعب باتر تي هونو نوي ‏، بابيتي         | 4,000      | 13          | 12            |
| 2006   | أوكلاند سيتي    | 3–1               | إيه إس بيراي                  | ملعب الميناء الشمالي، أوكلاند          | 2,000      | 11          | 10            |

### دوري أبطال أوقيانوسيا
| الموسم  | البطل                                                                  | النتيجة                                                                | الوصيف                                                                 | الملعب                                                                 | عدد الحضور                                                             | عدد الأندية                                                            | عدد الاتحادات                                                          |
| ------- | ---------------------------------------------------------------------- | ---------------------------------------------------------------------- | ---------------------------------------------------------------------- | ---------------------------------------------------------------------- | ---------------------------------------------------------------------- | ---------------------------------------------------------------------- | ---------------------------------------------------------------------- |
| 2007    | وايتاكيري يونايتد                                                      | 2–1                                                                    | نادي با ‏                                                               | ملعب جوفيند بارك، با                                                   | 10,000                                                                 | 6                                                                      | 5                                                                      |
| 2007    | وايتاكيري يونايتد                                                      | 0–1                                                                    | نادي با ‏                                                               | ملعب ماونت سمارت ‏، أوكلاند                                             | 9,000                                                                  | 6                                                                      | 5                                                                      |
| 2007    | وايتاكيري يونايتد                                                      | 2–2 (أهداف خارج الديار)                                                | نادي با ‏                                                               |                                                                        | 19,000                                                                 | 6                                                                      | 5                                                                      |
| 2007–08 | وايتاكيري يونايتد                                                      | 1–3                                                                    | نادي كوسا ‏                                                             | ملعب لاوسون تاما، هونيارا                                              | 20,000                                                                 | 9                                                                      | 8                                                                      |
| 2007–08 | وايتاكيري يونايتد                                                      | 5–0                                                                    | نادي كوسا ‏                                                             | ملعب ترستس ‏، وايتاكيري ‏                                                | 6,000                                                                  | 9                                                                      | 8                                                                      |
| 2007–08 | وايتاكيري يونايتد                                                      | 6–3                                                                    | نادي كوسا ‏                                                             |                                                                        | 26,000                                                                 | 9                                                                      | 8                                                                      |
| 2008–09 | أوكلاند سيتي                                                           | 7–2                                                                    | نادي كولوال                                                            | ملعب لاوسون تاما، هونيارا                                              | 20,000                                                                 | 6                                                                      | 6                                                                      |
| 2008–09 | أوكلاند سيتي                                                           | 2–2                                                                    | نادي كولوال                                                            | كيويتيا ستريت، أوكلاند                                                 | 1,250                                                                  | 6                                                                      | 6                                                                      |
| 2008–09 | أوكلاند سيتي                                                           | 9–4                                                                    | نادي كولوال                                                            |                                                                        | 21,250                                                                 | 6                                                                      | 6                                                                      |
| 2009–10 | هيكاري يونايتد                                                         | 3–0                                                                    | وايتاكيري يونايتد                                                      | ملعب بي إم إر إل ‏، بورت مورسبي                                         | 15,000                                                                 | 8                                                                      | 7                                                                      |
| 2009–10 | هيكاري يونايتد                                                         | 1–2                                                                    | وايتاكيري يونايتد                                                      | فريد تايلور بارك ‏، أوكلاند                                             | 3,000                                                                  | 8                                                                      | 7                                                                      |
| 2009–10 | هيكاري يونايتد                                                         | 4–2                                                                    | وايتاكيري يونايتد                                                      |                                                                        | 18,000                                                                 | 8                                                                      | 7                                                                      |
| 2010–11 | أوكلاند سيتي                                                           | 2–1                                                                    | نادي أميكال ‏                                                           | الملعب البلدي بورت فيلا ‏، بورت فيلا                                    | 7,925                                                                  | 8                                                                      | 7                                                                      |
| 2010–11 | أوكلاند سيتي                                                           | 4–0                                                                    | نادي أميكال ‏                                                           | كيويتيا ستريت، أوكلاند                                                 | 3,000                                                                  | 8                                                                      | 7                                                                      |
| 2010–11 | أوكلاند سيتي                                                           | 6–1                                                                    | نادي أميكال ‏                                                           |                                                                        | 10,925                                                                 | 8                                                                      | 7                                                                      |
| 2011–12 | أوكلاند سيتي                                                           | 2–1                                                                    | نادي تيفانا ‏                                                           | كيويتيا ستريت، أوكلاند                                                 | 1,500                                                                  | 8                                                                      | 7                                                                      |
| 2011–12 | أوكلاند سيتي                                                           | 1–0                                                                    | نادي تيفانا ‏                                                           | ملعب لويس غانيفي ‏، فا                                                  | 1,900                                                                  | 8                                                                      | 7                                                                      |
| 2011–12 | أوكلاند سيتي                                                           | 3–1                                                                    | نادي تيفانا ‏                                                           |                                                                        | 3,400                                                                  | 8                                                                      | 7                                                                      |
| 2012–13 | أوكلاند سيتي                                                           | 2–1                                                                    | وايتاكيري يونايتد                                                      | ملعب ماونت سمارت ‏، أوكلاند                                             | 3,000                                                                  | 12                                                                     | 11                                                                     |
| 2013–14 | أوكلاند سيتي                                                           | 1–1                                                                    | نادي أميكال ‏                                                           | الملعب البلدي بورت فيلا ‏، بورت فيلا                                    | 10,000                                                                 | 15                                                                     | 11                                                                     |
| 2013–14 | أوكلاند سيتي                                                           | 2–1                                                                    | نادي أميكال ‏                                                           | كيويتيا ستريت، أوكلاند                                                 | 3,000                                                                  | 15                                                                     | 11                                                                     |
| 2013–14 | أوكلاند سيتي                                                           | 3–2                                                                    | نادي أميكال ‏                                                           |                                                                        | 13,000                                                                 | 15                                                                     | 11                                                                     |
| 2014-15 | أوكلاند سيتي                                                           | 1 – 1 (4–3 ر .ج)                                                       | تيم ويلينغتون                                                          | ملعب بنك إتش إف سي، سوفا                                               | 3,000                                                                  | 15                                                                     | 11                                                                     |
| 2016    | أوكلاند سيتي                                                           | 3–0                                                                    | تيم ويلينغتون                                                          | ملعب الميناء الشمالي، أوكلاند                                          | 1,500                                                                  | 15                                                                     | 11                                                                     |
| 2017    | أوكلاند سيتي                                                           | 3–0                                                                    | تيم ويلينغتون                                                          | كيويتيا ستريت، أوكلاند                                                 | 1,000                                                                  | 18                                                                     | 11                                                                     |
| 2017    | أوكلاند سيتي                                                           | 2–0                                                                    | تيم ويلينغتون                                                          | ديفيد فارينجتون بارك ‏، ويلينغتون                                       | 1,000                                                                  | 18                                                                     | 11                                                                     |
| 2017    | أوكلاند سيتي                                                           | 5–0                                                                    | تيم ويلينغتون                                                          |                                                                        | 2,000                                                                  | 18                                                                     | 11                                                                     |
| 2018    | تيم ويلينغتون                                                          | 6–0                                                                    | نادي لاوتوكا                                                           | ديفيد فارينجتون بارك ‏، ويلينغتون                                       | 1,200                                                                  | 18                                                                     | 11                                                                     |
| 2018    | تيم ويلينغتون                                                          | 4–3                                                                    | نادي لاوتوكا                                                           | تشرشل بارك ‏، لاوتوكا                                                   | 1,000                                                                  | 18                                                                     | 11                                                                     |
| 2018    | تيم ويلينغتون                                                          | 10–3                                                                   | نادي لاوتوكا                                                           |                                                                        | 2,200                                                                  | 18                                                                     | 11                                                                     |
| 2019    | هينجين سبورت                                                           | 1–0                                                                    | نادي ماجينتا                                                           | ملعب نوما دالي القرمزي، نوميا                                          | 7,000                                                                  | 18                                                                     | 11                                                                     |
| 2020    | لم تُستكمل البطولة بسبب جائحة فيروس كورونا في أوقيانوسيا؛ لم يُمنح اللّقب | لم تُستكمل البطولة بسبب جائحة فيروس كورونا في أوقيانوسيا؛ لم يُمنح اللّقب | لم تُستكمل البطولة بسبب جائحة فيروس كورونا في أوقيانوسيا؛ لم يُمنح اللّقب | لم تُستكمل البطولة بسبب جائحة فيروس كورونا في أوقيانوسيا؛ لم يُمنح اللّقب | لم تُستكمل البطولة بسبب جائحة فيروس كورونا في أوقيانوسيا؛ لم يُمنح اللّقب | لم تُستكمل البطولة بسبب جائحة فيروس كورونا في أوقيانوسيا؛ لم يُمنح اللّقب | لم تُستكمل البطولة بسبب جائحة فيروس كورونا في أوقيانوسيا؛ لم يُمنح اللّقب |
| 2021 ‏   | أُلغيت البطولة بسبب جائحة فيروس كورونا في أوقيانوسيا؛ لم يُمنح اللّقب     | أُلغيت البطولة بسبب جائحة فيروس كورونا في أوقيانوسيا؛ لم يُمنح اللّقب     | أُلغيت البطولة بسبب جائحة فيروس كورونا في أوقيانوسيا؛ لم يُمنح اللّقب     | أُلغيت البطولة بسبب جائحة فيروس كورونا في أوقيانوسيا؛ لم يُمنح اللّقب     | أُلغيت البطولة بسبب جائحة فيروس كورونا في أوقيانوسيا؛ لم يُمنح اللّقب     | أُلغيت البطولة بسبب جائحة فيروس كورونا في أوقيانوسيا؛ لم يُمنح اللّقب     | أُلغيت البطولة بسبب جائحة فيروس كورونا في أوقيانوسيا؛ لم يُمنح اللّقب     |

## الأكثر تتويجاً

### حسب الأندية

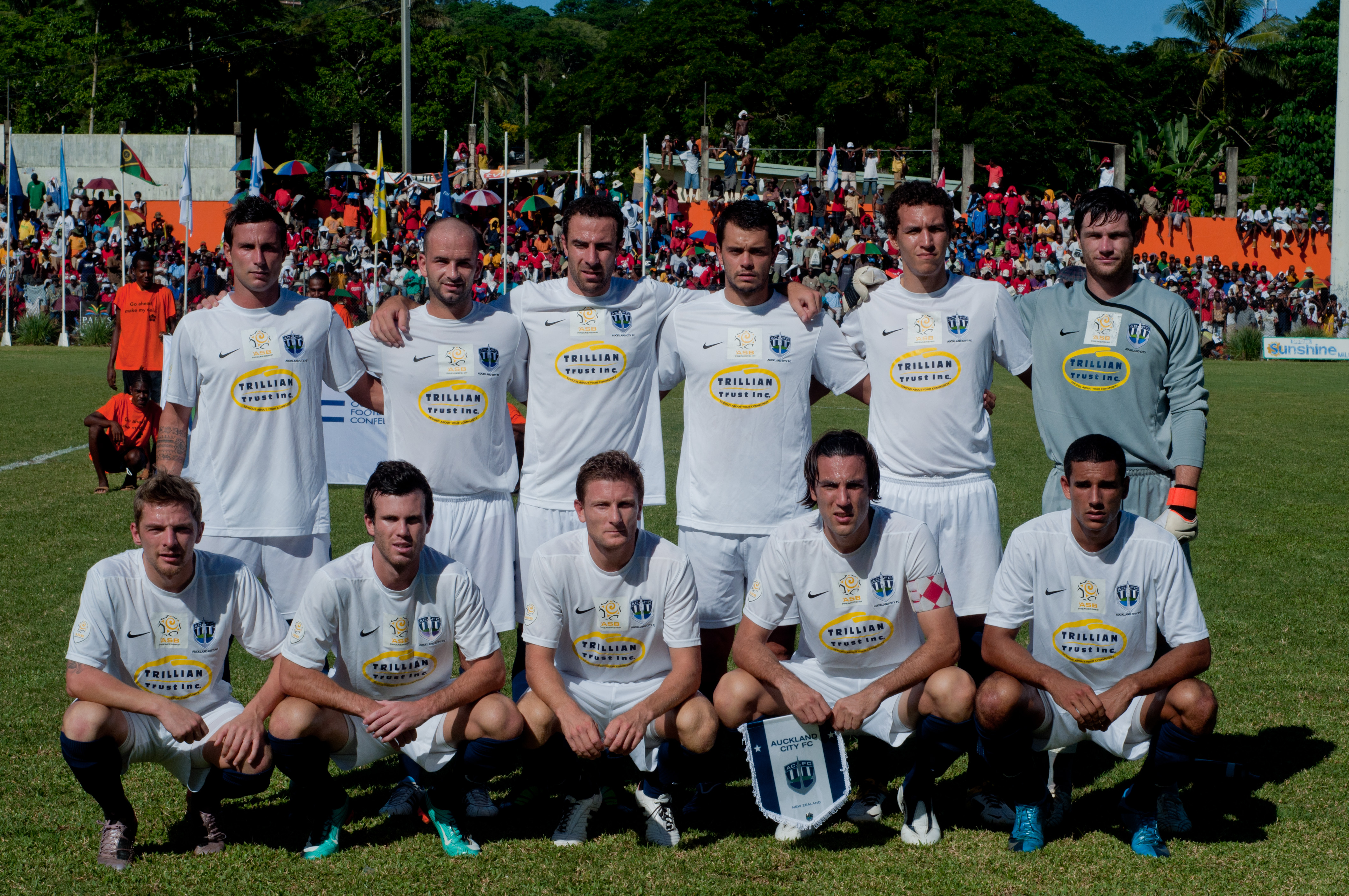
نادي أوكلاند سيتي الأكثر تتويجاً بلقب دوري أبطال أوقيانوسيا

| النادي            | عدد الألقاب | السنوات                                                                      |
| ----------------- | ----------- | ---------------------------------------------------------------------------- |
| أوكلاند سيتي      | 13          | 2006، 2009، 2011، 2012، 2013، 2014، 2015، 2016، 2017، 2022، 2023، 2024، 2025 |
| وايتاكيري يونايتد | 2           | 2007، 2008                                                                   |
| أديلايد سيتي*     | 1           | 1987                                                                         |
| جنوب ملبورن*      | 1           | 1999                                                                         |
| وولونغونغ وولفز*  | 1           | 2001                                                                         |
| سيدني إف سي*      | 1           | 2005                                                                         |
| هيكاري يونايتد    | 1           | 2010                                                                         |
| تيم ويلينغتون     | 1           | 2018                                                                         |
| هينجين سبورت      | 1           | 2019                                                                         |

### حسب البلد
| البلد               | مرات البطولة | مرات الوصافة | الأبطال                                                                    |
| ------------------- | ------------ | ------------ | -------------------------------------------------------------------------- |
| نيوزيلندا           | 16           | 6            | أوكلاند سيتي (13)، وايتاكيري يونايتد (2)، تيم ويلينغتون (1)                |
| أستراليا*           | 4            | 0            | أديلايد يونايتد (1)، جنوب ملبورن (1)، وولونغونغ وولفز (1)، سيدني إف سي (1) |
| بابوا غينيا الجديدة | 1            | 3            | هيكاري يونايتد (1)                                                         |
| كاليدونيا الجديدة   | 1            | 2            | هينجين سبورت (1)                                                           |
| فيجي                | 0            | 4            | —                                                                          |
| تاهيتي              | 0            | 4            | —                                                                          |
| فانواتو             | 0            | 3            | —                                                                          |
| جزر سليمان          | 0            | 2            | —                                                                          |

- ملحوظة:

أستراليا كانت عضوة في الاتحاد الأوقياني حتى عام 2006 ثم انتقلت إلى الاتحاد الآسيوي لكرة القدم.